# Emil Röthong
Emil Röthong, o Emil Rotong (Mulhouse, 30 ottobre 1878 – Mulhouse, 10 settembre 1970), è stato un ginnasta tedesco.
Partecipò ai Giochi della II Olimpiade che si svolsero a Parigi nel 1900. Prese parte all'unica gara di ginnastica in programma, in cui giunse cinquantanovesimo.